# Nasycenie (hydrogeologia)
Nasycenie - jest właściwością chemiczną wody (lub innej cieczy) zależną od stężenia rozpuszczonych w niej substancji.

W przypadku wody o jej nasyceniu decyduje rozpuszczalność i ilość (badanego lub występującego w niej) określonego minerału. Inne czynniki to temperatura wody, ciśnienie czy ph. Wody podziemne w tym przypadku traktowane są jako roztwór wodny i charakteryzują się różnym stopniem nasycenia rozpuszczonymi substancjami.
Wyróżniamy roztwory:
- nienasycone (rozcieńczone)
- nasycone
- przesycone.